# Еникеев, Хасан Каримович
Хаса́н Кари́мович Енике́ев (16 (29) января 1910, д. Ново-Каргалы, Белебеевский уезд, Уфимская губерния, Российская империя — 17 декабря 1984, Москва, СССР) — советский учёный, селекционер-плодовод, специалист по селекции и сортоизучению косточковых культур. Доктор биологических наук (1958), профессор (1960), лауреат Сталинской премии (1952). Вывел 12 сортов сливы, 13 — вишни и 4 — черешни, занимался исследованием облепихи, организатор экспедиций по обследованию популяций вишни, черешни, сливы, облепихи и отбору лучших их видов. Участник нескольких международных конференций и симпозиумов по садоводству, член редколлегии журнала «Сельскохозяйственная биология».

## Биография
Родился 16 (29) января 1910 года в деревне Ново-Каргалы Белебеевского уезда Уфимской губернии (ныне Новые Каргалы Бураевского района, Башкортостан), из рода дворян Еникеевых. Получив среднее образование, трудоустроился на московскую Биостанцию юных натуралистов. В 1930 году переехал в г. Козлов Центрально-Чернозёмной области (ныне Мичуринск Тамбовской области) для работы в питомнике (сначала рабочим, затем техником) под руководством И. В. Мичурина, в 1935 году окончил местный Плодоовощной институт им. И. В. Мичурина (ныне Мичуринский государственный аграрный университет), в 1939 — аспирантуру при институте Растениеводства (научные руководители диссертации — профессор В. А. Рыбников и академик Н. И. Вавилов). В 1940—1945 годах занимал должность старшего научного сотрудника в Центральной генетической лаборатории им. И. В. Мичурина.
С 1945 года и до конца жизни работал на Московской плодово-ягодной станции (ныне Всероссийский селекционно-технологический институт садоводства и питомниководства): в 1945—1957 годах старший научный сотрудник, в 1957—1967 годах заместитель директора по научной работе и (с 1961 года) заведующий отделом селекции; с 1967 (по другим данным, с 1968) по 1984 год заведовал лабораторией, а затем группой по косточковым культурам и облепихе.
В 1957 году защитил докторскую диссертацию на тему «Биологические особенности сливы и выведение новых сортов для средней полосы СССР».
Умер 17 декабря 1984 года в Москве.

## Научная деятельность
Сфера научных интересов — улучшение сортимента вишни и сливы для средней полосы России (использовал методы внутри- и межвидовой гибридизации, клоновой селекции, радиационного и химического мутагенеза, цитологические методы оценки гибридного материала), занимался внедрением наиболее урожайных сортов народной, отечественной и зарубежной селекции. Инициатор ряда экспедиций в различные районы Владимирской, Рязанской, Тульской, Калужской, Брянской и Горьковской областей для сбора лучших местных образцов вишни и сливы народной селекции. Разрабатывал вопросы специализации и правильного размещения товарного садоводства, принял участие в выборе земель для закладки крупных садов (рекомендации по размещению сортов в садах и по подбору опылителей вошли в агрономические правила областей средней полосы).
Вывел 12 сортов сливы, 13 — вишни и 4 — черешни, провёл клоновую селекцию вишни Владимирской, Любской и Шубинки. В полученных сортах большое внимание уделялось холодостойкости и восстановительной способности после неблагоприятных условий суровых зим. После холодной зимы 1978/79 г., сотрудники отдела селекции под руководством Х. К. Еникеева выделили сорта вишни обыкновенной (Гриот Московский, Сильва, Ширпотреб чёрная, Шубинка) и сливы домашней (Скороспелка красная, Смолинка, Память Тимирязева, Тульская чёрная, Сухановская, Фиолетовая), отличающиеся высокой восстановительной способностью деревьев после повреждений от холода. Успешно применив межвидовую гибридизацию при скрещивании сорта Уссурийская красная (сливы уссурийской (Prunus ussuriensis)) с сортом селекции Бёрбанка 'Climax' (гибрид сливы Симона и китайской сливы (Prunus simonii × Prunus salicina)), получил морозостойкий и продуктивный сорт Скороплодная, выдерживающий мороз до минус 40 °C в середине зимы, резкие перепады от оттепелей к морозам до минус 35 °C. Вместе с агрономом-помологом С. Н. Сатаровой изучил свыше 200 сортов вишни и 300 — сливы, вырастил более 24000 гибридных сеянцев этих культур, среди которых отобрано и размножено 50 перспективных форм.
Основоположник осеверения черешни, совместно с селекционером А. И. Евстратовым выделил первые адаптивные и высококачественные сорта черешни Фатеж, Чермашная и Синявская для Центрального региона. В 1975—1984 годах занимался исследованием облепихи с целью выделения перспективных исходных форм для селекции, организатор экспедиций по обследованию популяций дикорастущей облепихи в Бурятии, Киргизии и Калининградской области.
Сорта, выведенные Х. К. Еникеевым, его коллегами и учениками и включённые в Государственный реестр селекционных достижений, допущенных к использованию:
- сливы домашней (Prunus domestica): Занятная, Кантемировка, Память Тимирязева, Синий дар, Смолинка, Сухановская, Утро, Фиолетовая, Яичная синяя, Яхонтовая
- сливы китайской (Prunus salicina): Скороплодная и Красный шар;
- вишни обыкновенной (Prunus cerasus): Ассоль, Багряная, Брюнетка, Булатниковская, Гриот московский, Малиновка, Молодёжная, Памяти Еникеева, Расторгуевская, Сания, Сильва.
- черешни (Prunus avium): Фатеж, Чермашная, Синявская.

Участник международных конференций и симпозиумов по садоводству в Голландии, Великобритании, Канаде, Италии, Франции, Югославии, Германии и Норвегии. Член пленумов ВАК при Министерстве высшего образования СССР, секции садоводства ВАСХНИЛ и Госкомиссии по сортоиспытанию плодовых, ягодных культур и винограда при Министерстве сельского хозяйства РСФСР, входил в редколлегию журнала «Сельскохозяйственная биология».
Научный руководитель 12 кандидатов и 4 докторов наук.
Написал свыше 170 научных работ. Некоторые работы:
- Анзин Б. Н., Еникеев Х. К., Рожков М. И. Слива. — Москва : Сельхозгиз, 1956. — 460 с.;
- Еникеев Х. К. Биологические особенности сливы и выведение новых сортов. — Москва: Изд-во Акад. наук СССР, 1960. — 322 с.
- Вишня // Достижения селекции плодовых культур и винограда / Под ред. И. П. Калининой, Х. К. Еникеева. — Москва : Колос, 1983. — 334 с.

## Признание
- Сталинская премия второй степени (1950)  — за выведение и внедрение в производство новых ценных сортов слив, абрикосов, малины, смородины, земляники и крыжовника
- заслуженный деятель науки РСФСР (1982)
- орден Трудового Красного Знамени (1949)[1][1],
- медаль «За доблестный труд в Великой Отечественной войне 1941—1945 гг.»
- Золотая медаль имени И. В. Мичурина
- Золотая медаль ВДНХ СССР[12][13][11].

В память о Хасане Каримовиче проводятся научные конференции; так, в Решении научной конференции «Селекция косточковых культур: направления, задачи и перспективы развития», посвящённой 105-летию со дня его рождения, отмечается его большой вклад «в развитие селекции и генетики косточковых культур, особую научную и практическую значимость работ».
Сорт полученной от скрещивания видов Жуковская х Коринка вишни «Памяти Еникеева» назван в его честь.